# Iphiaulax peinanensis
Iphiaulax peinanensis är en stekelart som beskrevs av Cameron 1912. Iphiaulax peinanensis ingår i släktet Iphiaulax och familjen bracksteklar. Inga underarter finns listade i Catalogue of Life.